# Carl Baermann (Fagottist)
Carl Ludwig Wilhelm Baermann (geboren 20. April 1782 in Potsdam, Königreich Preußen; gestorben 31. März 1842 in Berlin) war ein deutscher Fagottist.

## Leben
Carl Baermann war ein Sohn des preußischen Militärmusikers Franz Rudolph Baermann und der Susanne Elisabeth Braun, sein jüngerer Bruder Heinrich Joseph Baermann wurde ebenfalls Musiker. Heinrichs Sohn Carl (ii) wurde Klarinettist, dessen Sohn Carl (iii) wiederum Pianist. 
Seinen ersten Unterricht erhielt er an der Hautboistenschule des Militärwaisenhauses in Potsdam. Mit zehn Jahren wurde er Meisterschüler des Fagottisten Georg Wenzel Ritter. Erste Konzertauftritte als Solist hatte er Anfang 1802 in Stettin und in Berlin. Ab 1805 besuchte er das von Franz Tausch gegründete Conservatorium der Blaseinstrumente. Seit 1804 war er Mitglied der Königlichen Hofkapelle zu Berlin, er wurde 1842 pensioniert. 

## Werke (Auswahl)
- Grand Concerto für Fagott und Orchester in C-Dur op. 1. Leipzig: Breitkopf & Härtel, 1828
- Ueber die Natur und Eigenthuemlichkeit des Fagotts, in: Allgemeine musikalische Zeitung (AMZ), 6. September 1820, Sp. 601–607 link auf Seite 607